# Bengt Jungblad
Bengt Jungblad, född 16 januari 1749 i Leksbergs församling, död 26 december 1834 i Sorunda församling., var en svensk präst.

## Biografi
Bengt Jungblad föddes 1749 i Leksbergs församling. Han var son till komministern Bengt Jungblad i Skara stadsförsamling och Margareta Catharina Ek. Jungblad blev 23 september 1769 student vid Uppsala universitet och var medlem i Västgöta nation. Han avlade 18 juni 1773 magistergrad och var från 4 juli 1773 till i juli 1776 lärare vid Thenstedts skola i Stockholm. Jungblad prästvigdes 3 juni 1774 till huspredikant hos generalmajoren friherre Lars Hierta och blev 4 juli 1775 extra ordinarie bataljonspredikant vid Änkedrottningens livregemente. Han avlade 1 november 1775 pastoralexamen i Hovkonsistoriet och blev 16 januari 1776 huspredikant hos lagmannen Gustaf Spaldencreutz. Jungblad blev 16 december 1777 som inhoppare i Stockholm konsistorium och var från 27 maj 1777 till 4 november samma år vice komminister i Sankt Nikolai församling, Stockholm. Han blev 21 november 1780 pastorsadjunkt i församlingen och blev 6 december 1780 bataljonspredikant vid Änkedrottningens livregemente. Jungblad blev 14 oktober 1783 extra ordinarie kunglig hovpredikant hos hertigen av Södermanland.
Jungblad blev 30 maj 1787 kyrkoherde i Åmåls stadsförsamling, tillträdde 1 maj 1788 och utnämndes 20 juni 1789 till honor prost. Han blev 18 januari 1791 kyrkoherde i Hedvig Eleonora församling, tillträdde 1 maj 1791 och blev 7 juni 1791 assessor i Stockholms konsistorium. År 1792 blev han riksdagsman vid riksdagen 1792, deputerade vid jubelfesten 1793 och var ledamot av Ecklesiastikkommittén 1703. Jungblad blev 1 november 1800 teologie doktor vid Uppsala universitet och blev 10 november 1801 kyrkoherde i Sorunda församling, tillträdde 1 maj 1802. Han var från 23 november 1814 till 28 juni 1815 vice kontraktsprost. Han utnämndes 1824 till jubelmagister och 1826 till ledamot av Nordstjärneorden. Jungblad avled 1834 i Sorunda församling.

### Familj
Jungblad gifte sig 8 juli 1789 i Sankt Nikolai församling, Stockholm med Maria Catharina Carlsson (1764–1818), dotter till grosshandlaren Erik Carlsson och Catharina Rebecka Fagerström i Stockholm. De fick tillsammans barnen Bengt Erik Jungblad (1790–1800), en dotter (1803–1803) och Bengt Gustaf Jungblad (1806–1812).